# Uranopiliet

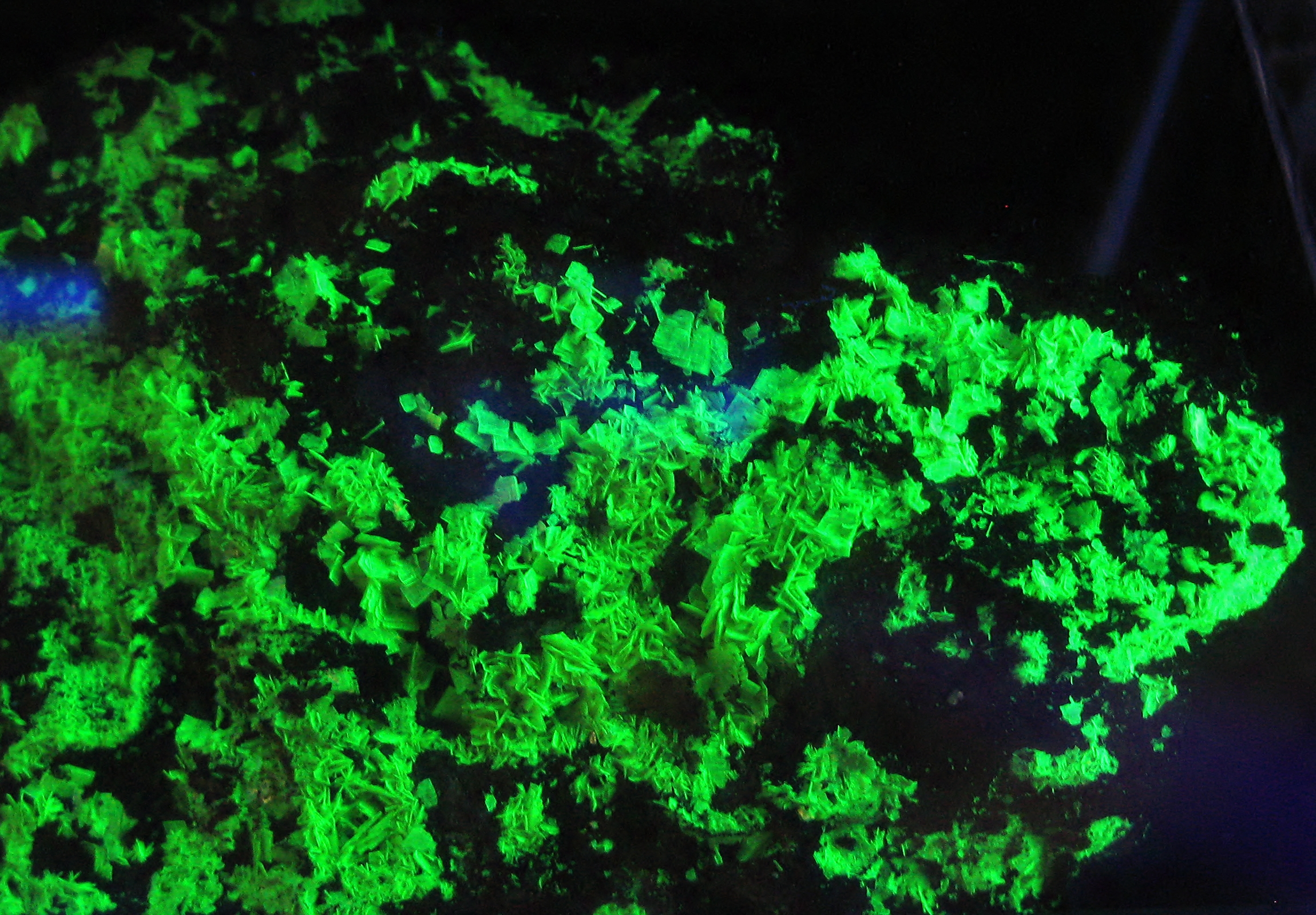
Uranopiliet met fluorescentie.

Uranopiliet is een erts van uranium met de scheikundige formule (UO2)6SO4(OH)6O2ˑ12H2O oftewel gehydrateerd uranyl-sulfaat-hydroxide.
Zoals vele mineralen met een uranyl-groep is Uranopiliet fluorescerend en radioactief. Bij normaal licht kleurt het geel. Onder ultraviolet licht straalt uranopiliet een helder groen licht uit. 
Uranopiliet bevat clusters van zes pentagonale uranyl bipiramides die de equatoriale randen en toppen delen. De clusters zijn kruislings verbonden en vormen zo ketens. In uranopiliet zijn de ketens direct verbonden door waterstofbruggen en gewone H2O groepen.
Uranopiliet wordt vaak in verband gebracht meet andere uranyl-mineralen zoals zippeïet and johanniet. Net als deze andere mineralen wordt Uranopiliet vooral gevonden in uraniummijnen.
Belangrijke vindplaatsen zijn:
- Wheal Owles, Cornwall, Engeland
- de Bohemen
- San Juan County, Utah, Verenigde Staten
- Northwest Territories, Canada